# 水野マリコ
水野 マリコ（みずの まりこ、6月25日 - ）は、日本の元声優、ナレーター、女優、タレント。東京都出身。
旧芸名は水野 麻梨子（読みは同じ）。俳協ボイスアクターズスタジオ30期生。元東京俳優生活協同組合所属。

## 人物
旧大名家の子孫。沼津藩主水野氏の末裔であり徳川家康の母の御里である水野「本家」の直系子孫。現在も様々なしきたりや掟があるとのこと。
父方の祖父は教育学者で東京大学名誉教授の勲二等瑞宝章受章者。父親も同じく法学者の名誉教授で紫綬褒章および勲二等瑞宝章受章者であり、87・88・89代内閣総理大臣の小泉純一郎より任を受け、財務省関連の理事も兼任していた。父親と父方の祖父共々園遊会に招かれている。
小学校から高校まで「スパルタお嬢様学校」に通っていた。挨拶は「ごきげんよう」。（「好ましい髪型が6個しかない」「廊下を走ったら停学くらいな勢い」などの、まるで「漫画の世界」のようなものすごいスパルタ校だった（「声優グランプリ」より）。
バイリンガルの姉が一人いる。水野本人が生まれる以前、家族でアメリカに住んでいたことがあり、姉はその後も留学を重ねて現在はバイリンガルナレーターをしている。水野本人はカナダにいたことはあるが、小さかったため覚えていない。ただ、子供の頃から姉の日常会話が英語であり、洋画やニュースも英語で見るうちに英語をしゃべる外国人のなまりや発音がわかるようになり、英語の発音から出身国や州があてられるようになった。
趣味はプラネタリウムに行くこと、油絵を描く、読書、歌うこと。最近ハマったことで「脱出ゲーム」。特技は卵を片手で割ること、物づくり。資格は、知的財産管理技能士、商品プランナー、マーケティング検定、秘書、日商簿記、日本化粧品検定、色彩能力検定、カラーコーディネーターをもっている。

### 来歴
小さい頃からずっと獣医を目指し勉強してきたが、持病のアレルギーでドクターストップ。それでも夢を諦めきれず、「自分でできなかった人生を誰かになって歩んでみたい」と強く思い、芝居なら実現できるのではと考え方を変える。女優だと動物に触らなければならず、「声優だったら獣医になれるのでは」（＝自分が不可能だったことを可能にしてくれる「誰か」になれる）と思ったのがきっかけ（「声優グランプリ」10月号より）。
喘息等健康上の理由により、2017年12月31日付で引退。現在はOLに転職しており、2018年8月から2019年3月まではラジオ番組に「水野まりこ」名義でスポンサー社員兼パーソナリティーとして出演していた。

### エピソード
- 元俳協の 岸尾だいすけの個人イベント だいさくせんのメンバースタッフ。自身のブログでもたびたびその模様が載せられている。
- あだなとなっている「まりっぺ」は アニメ『夢色パティシエール』で共演した声優の代永翼に命名された。その後月刊「声優グランプリ」で連載されたコーナーでも、このあだ名がそのまま呼び名として使用された（「声優グランプリ」より）。
- 女優業の仕事で「プチ戦隊もの」のヒロインを演じたことがある。その際「爆発シーン」を経験した。また大変だったこととして「スクランブル交差点での一人演技」もあげている（本人ブログより）。
- 幼稚園から高校までセーラー服の学校だった[3]。
- セリフの他に映像、ナレーション（テレビ用、テレビCM、店頭用、企業用など）やラジオCM、ボイスオーバーの仕事もしている。
- 学校の教材費と養成所費を自腹で払い、学校、養成所、アルバイトの3立のため、2日に一度しか寝られないときもあった[3]。
- アニメはオーディションで2作同時デビューをした。

### 後任
水野の引退に伴い、持ち役を引き継いだ人物は以下の通り。
| 後任       | 役名       | 作品                                                    | 後任の初出演                                                  |
| ---------- | ---------- | ------------------------------------------------------- | ------------------------------------------------------------- |
| 加藤英美里 | ポポイ     | 『聖剣伝説2』（「ロード オブ ヴァーミリオンシリーズ」） | 『聖剣伝説2 SECRET of MANA』                                  |
| 花守ゆみり | シエスタ45 | 『うみねこのなく頃に』                                  | 『うみねこのなく頃に咲 〜猫箱と夢想の交響曲〜』新規収録パート |

## 出演
太字はメインキャラクター

### テレビアニメ
2009年
- うみねこのなく頃に（シエスタ45）
- 夢色パティシエールシリーズ（2009年 - 2010年、天野なつめ） - 2シリーズ

2010年
- NARUTO -ナルト- 疾風伝（2010年 - 2013年、ヒバチ、ホノカ、ソウ太、女の子、子供、薬師カブト〈少年期〉、アザミ）

2011年
- エレクルnico（安井イチ子）
- そふてにっ（女子B）

2012年
- エリアの騎士（七瀬、少年A #3、マイアミ2番、マイアミ7番、東野静香、観客 ）
- クレヨンしんちゃん（ピーマン刑事）
- 黒魔女さんが通る!!（春野百合）
- NARUTO -ナルト- 疾風伝 テレビアニメ500回突破記念作品「力 -Chikara-」（ソラ）
- ロビンくんと100人のお友達 シーズン2（ベル、ジョーイ、ロジャー）

2013年
- 銀魂'（子犬 #265）
- 絶対防衛レヴィアタン（ツチノコ）

2014年
- 咲-Saki- 全国編（エイスリン・ウィッシュアート）
- ドラえもん（テレビ朝日版第2期）（孫悟空）

2015年
- LORD of VERMILION III スペシャルアニメムービー（アエロ）

2017年
- いないいないばあっ！（ひこうきくん、アイスクリームカー）

### ゲーム
時期不明
- @field
- グランディアオンライン

2008年
- LORD of VERMILION（ルールー、テティス、ラクシュミー、ニルス、アエロ、ブエル、バステト、ポポイ 他）

2010年
- うみねこのなく頃に 〜魔女と推理の輪舞曲〜（シエスタ45）

2011年
- うみねこのなく頃に散 〜真実と幻想の夜想曲〜（シエスタ45）

2012年
- 機動戦士ガンダムSEED BATTLE DESTINY（カスタムパイロット）

2013年
- ドラッグオンドラグーン3
- 幻獣姫（オチュー）

2015年
- 咲-Saki- 全国編（エイスリン・ウィッシュアート）
- ブレイブソード×ブレイズソウル（ワイルドエッジ）

2016年
- 神姫PROJECT

2021年
- うみねこのなく頃に咲 〜猫箱と夢想の交響曲〜（シエスタ45〈ep3 - 5〉） - ライブラリー出演

### 吹き替え
- フットルース 夢に向かって（キャロライン、エイミー）
- グレイズ・アナトミー7（サラ・キャシディ、院内アナウンス）
- 刑事トム・ソーン2 臆病な殺人者（カレン・マクマーン、マージー・ナイト、無線女性）
- TOUCH/タッチ#2、#3[18]
- プライベート・プラクティス4（マリア、少年、院内アナウンス、ジェイミー）
- プライベート・プラクティス5
- ブラザーズ&シスターズ5（マーガレット、院内アナウンス、エンジェル、ジュリエット、アナウンス女）
- ボディ・オブ・プルーフ 死体の証言（ベッキー、リジー、エリー）
- ボディ・オブ・プルーフ3 死体の証言#13（ミーガン・ハント（幼少期））
- グレイズ・アナトミー9（パブロ、エマ）

### ナレーション
- SMAP×SMAP（「密着ゲーム ダルマサンガコロンダ！」だるまの声、生ナレーション）
- 火星ゾンビ　（CM「ブックブラスト・マイクロマガジン社」[19]）
- しもがめ（レギュラー）
- 5時に夢中!（（コーナーナレーション）
- 「素敵な選TAXI」　テレビドラマ番宣
- 日立グループ 「なるほどニュース」ナビゲーター
- 日立グループ 「サーバーフェアリーしん＆シン」（しん）
- もう！バカリズムさんのドH！　番宣
- スカパーTV
- Club AT-X しもがめ（レギュラー）
- パチンコ女学園（レギュラー）
- 女子プロレスのお仕事
- ロングセラー進化論（2013/05/26、2013/07/15）
- ものまねグランプリ日本テレビ（2013/03/19）
- 「手品先輩（1）」CM（講談社コミックプラス）
- FM横浜　QR
- コクヨ商品PR
- 宝塚カフェブレイク
- 東京MX　CM・提供・各コーナーナレーション
- パナソニックCM「ヘムスにゃん」
- パナソニックセンター東京　イベントCM
- アベマTV
- しまじろう　ホップステップ
- 仮面ライダー　イベント会場ボイス
- 横浜市　温暖化対策統括本部
- タニタ式スマートボディ講座
- ナンデくんと学ぶ 地震と津波を知ろう―じぶんの命を守るために―
- ものまねグランプリ〜ザ・サバイバル〜
- Club AT-X だぶるあ〜る
- 人生ゲームWii EX
- 良品工房テレショップ
- 日経すまいのリフォーム博2009
- 憎くても可愛くても CM
- 花より男子CM
- 平塚ラスカCM
- よこよこ一直線!目からウロコの三浦半島CM
- GUNSLINGER GIRL 楽曲リリースCM
- スターダスト・レビュー　楽曲リリースCM
- アニメ「プリティーリズム オーロラドリーム」オープニング/エンディングテーマCM
- ふれんず宅建保証CM（女性）
- 株式会社テンポアップCM（メトロノーム篇）
- パチンコフラミンゴ（QR）
- とらドラ!（QR）
- 乃木坂春香の秘密（QR）
- GUNSLINGER GIRL（QR）
- ロウきゅーぶ!（QR）

### ボイスオーバー
- オモクリ監督（v.o）
- BSフジ「米倉涼子のミュージカルライフ～ブロードウェイ生活と『ピピン』との出会い～」
- Oh!どや顔サミット
- 芸人報道
- 公正取引委員会「マンガおしえて！どっきん！」（コウくん）
- 横浜市温暖化対策統括括本部PR動画（イメージキャラクター）
- 三井住友VISAカード（主人公）
- クラシエ海のうるおい藻
- トリハダマル秘映像スクープ100科ジテン
- ザ・ベストハウス
- ザ!世界仰天ニュース
- 特命報道記者2010
- BSドキュメンタリー「アリに魅せられて」
- パソコン女子部

### テレビドラマ
- 「きょうは会社休みます。」（v.o）
- 「絶対零度〜特殊犯罪潜入捜査〜」 第8話（鎌田知美・丹羽香織の声）
- 「最高の離婚」 第10話

### ラジオドラマ
- TOKYO FM「NISSAN あ、安部礼司〜BEYOND THE AVERAGE」#330（白浜聖子）
- FM富士「ラジオドラマ六夜怪談」（岩村凛子（ヒロイン））

### パチスロ
- オンラインホール 777TOWN.net「茜すくらんぶる!」（七条茜（主人公））
- パチスロ　うみねこのなく頃に（シエスタ45）
- パチンコ必勝ガイド付属DVDナレーション

### 着信ボイス配信
- LORD of VERMILION

### 雑誌
- 声優グランプリ「心伎体」2010年10月号 -2011年9月号

### ラジオ
- 声優グランプリモバイル「心伎体反省会」2010年10月号 -2011年9月号
- あしたのわたしケアショップ for Woman[20]（FMヨコハマ、2018年8月4日 - 2019年3月30日）

### 館内アナウンス
- 丸ビル、新丸ビル（期間限定）

### 映像（顔出し）
- AXNミステリー「闘うベストテン」（アシスタント（2010晦日））

### 舞台
- A Secret Society〜10年後の思い出〜
- ホーム!
- WWW〜魔・コミュ 〜鏡とノートと魔法使い〜
- WWW〜幕・コミュ〜空と剣士と浅葱色〜

## ディスコグラフィ

### キャラクターソング
| 発売日        | 商品名                 | 歌                                             | 楽曲                                         | 備考                                              |
| ------------- | ---------------------- | ---------------------------------------------- | -------------------------------------------- | ------------------------------------------------- |
| 2013年6月26日 | 絶対、唄うんだもん！   | ツチノコ（水野マリコ）、エインセル（長妻樹里） | 「おいでよ！竜のカギしっぽ亭」               | テレビアニメ『絶対防衛レヴィアタン』関連曲        |
| 2014年2月26日 | この手が奇跡を選んでる | 宮守女子高校                                   | 「この手が奇跡を選んでる 宮守女子高校 Ver.」 | テレビアニメ『咲-Saki- 全国編』エンディングテーマ |

### ユニットメンバー
1. ↑  小瀬川白望（長妻樹里）、エイスリン・ウィッシュアート（水野マリコ）、鹿倉胡桃（豊田萌絵）、臼沢塞（佐藤利奈）、姉帯豊音（内田真礼）